# Queens-Midtown Tunnel
De Queens Midtown Tunnel is een tunnel annex tolweg in New York. Hij loopt onder de East River door en verbindt Manhattan met Queens. De tunnel is in 1940 geopend voor het autoverkeer en bestaat uit twee buizen met in totaal vier rijstroken. Sinds 1958 is de tunnel het westelijke eindstuk van de Interstate 495.
Van 22 maart 2015 tot 30 maart 2019, was de tolheffing $8,00 voor tweeassige personenvoertuigen en $3,25 voor motorfietsen. E-Zpassgebruikers betalen respectievelijk $5,54 en $2,41. Op 31 maart 2019 werd dit respectievelijk $9,50, $4,00, $6,12 en $2,66.
De tunnel is eigendom van de stad New York en wordt beheerd door MTA Bridges and Tunnels.
- Library of Congress Control Number: sh2009010797
- Nationale Bibliotheek van Israël: 987007572668505171
- Virtual International Authority File: 381144783003298363744